# Roccalbegna
Roccalbegna ist eine Gemeinde mit 919 Einwohnern (Stand 31. Dezember 2023) in der Provinz Grosseto, Region Toskana in Italien.

## Geografie

Lage der Gemeinde Roccalbegna in der Provinz Grosseto

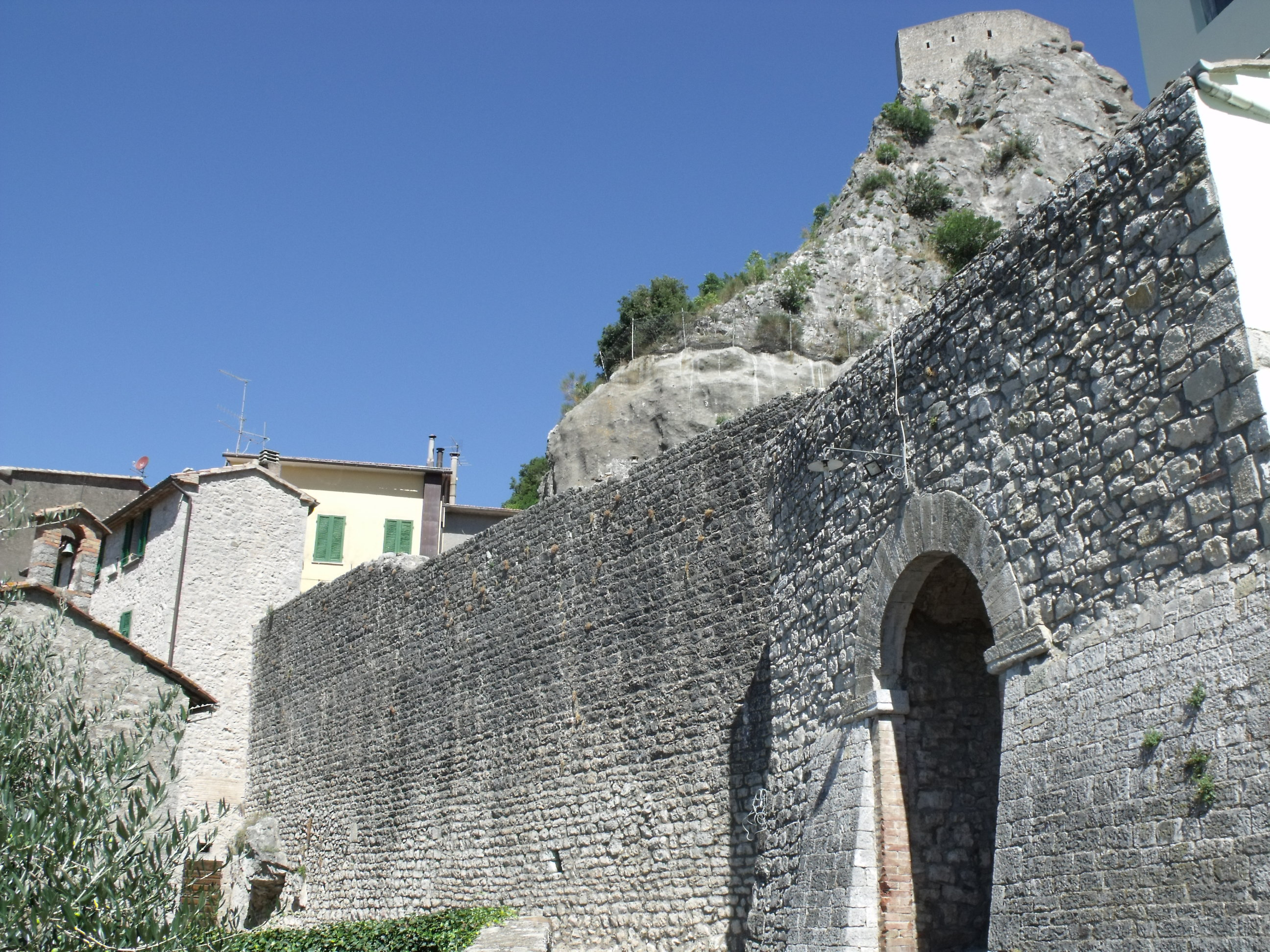
Porta di Maremma (Porta di Sotto) und die Senesische Stadtmauer, rechts oben die Rocca

Die Gemeinde erstreckt sich über rund 125 km² und liegt etwa drei Kilometer südlich des Monte Labbro. Sie liegt rund 35 Kilometer östlich von Grosseto und 110 Kilometer südlich von Florenz am Fluss Albegna, der 13 von seinen 70 km in der Gemeinde verbringt. Weitere wichtige Gewässer sind die Torrenti Trasubbino (10 von 23 km im Gemeindegebiet) und Trasubbie (7 von 29 km im Gemeindegebiet). Kurz südlich des Ortes fließt der Marlancione (auch Armancione genannt) dem Albegna zu. Roccalbegna liegt im Weinbaugebiet des Morellino di Scansano und in den Colline dell’Albegna e del Fiora (Albegna und Fiorahügeln). Sie ist Teil der Comunità Montana Amiata Grossetana und befindet sich in der klimatischen Einordnung italienischer Gemeinden in der Zone E, 2 247 GG.
Zu den Ortsteilen zählen Cana (480 m, ca. 225 Einwohner), Santa Caterina (475 m, ca. 75 Einwohner), Triana (769 m, ca. 15 Einwohner) und Vallerona (569 m, ca. 220 Einwohner).
Die Nachbargemeinden sind Arcidosso, Campagnatico, Manciano, Santa Fiora, Scansano und Semproniano.

## Geschichte
Erstmals dokumentiert wurde der Ort Roccalbegna bzw. die Burg Rocca Albegna 812 und 1210 in den Schriften von Otto IV. als Castro Roche Albegne zur Übernahme von Abbadia San Salvatore zitiert. Der Ort wurde 1216 Besitz der Familie Aldobrandeschi und blieb es bis zum Ende desselben Jahrhunderts, als er von der Republik Siena unterworfen wurde. Diese bauten von 1293 bis 1296 die Stadtmauern aus. Nach der Niederlage der Seneser Republik 1555 gegen die Republik Florenz widerstand der Ort unter der Herrschaft von Siena, nun im Exil von Montalcino. Danach fiel der Ort 1559 nach dem Frieden von Cateau-Cambrésis ebenfalls (wie Siena) dem Herzogtum Toskana zu. Franz I. unterstellte Roccalbegna 1575 den Grafen von Santa Fiora, 1646 ging der Ort durch Ferdinando II. de’ Medici an die Grafen Bichi (später Bichi-Ruspoli). Nach der Abschaffung der Feudalherrschaft 1751 kehrte die Gemeinde zum Herzogtum Toskana zurück. 1783 wurde dem Ort Rocchette di Fazio, Semproniano und Triana zugeteilt, 1787 kam Cana als Ortsteil hinzu, es gehörte vorher zu Cinigiano. Mit der Gebietsreform vom 29. Januar 1963 wurde Semproniano (mit dem Ortsteil Rocchette di Fazio) eigenständig.

## Sehenswürdigkeiten

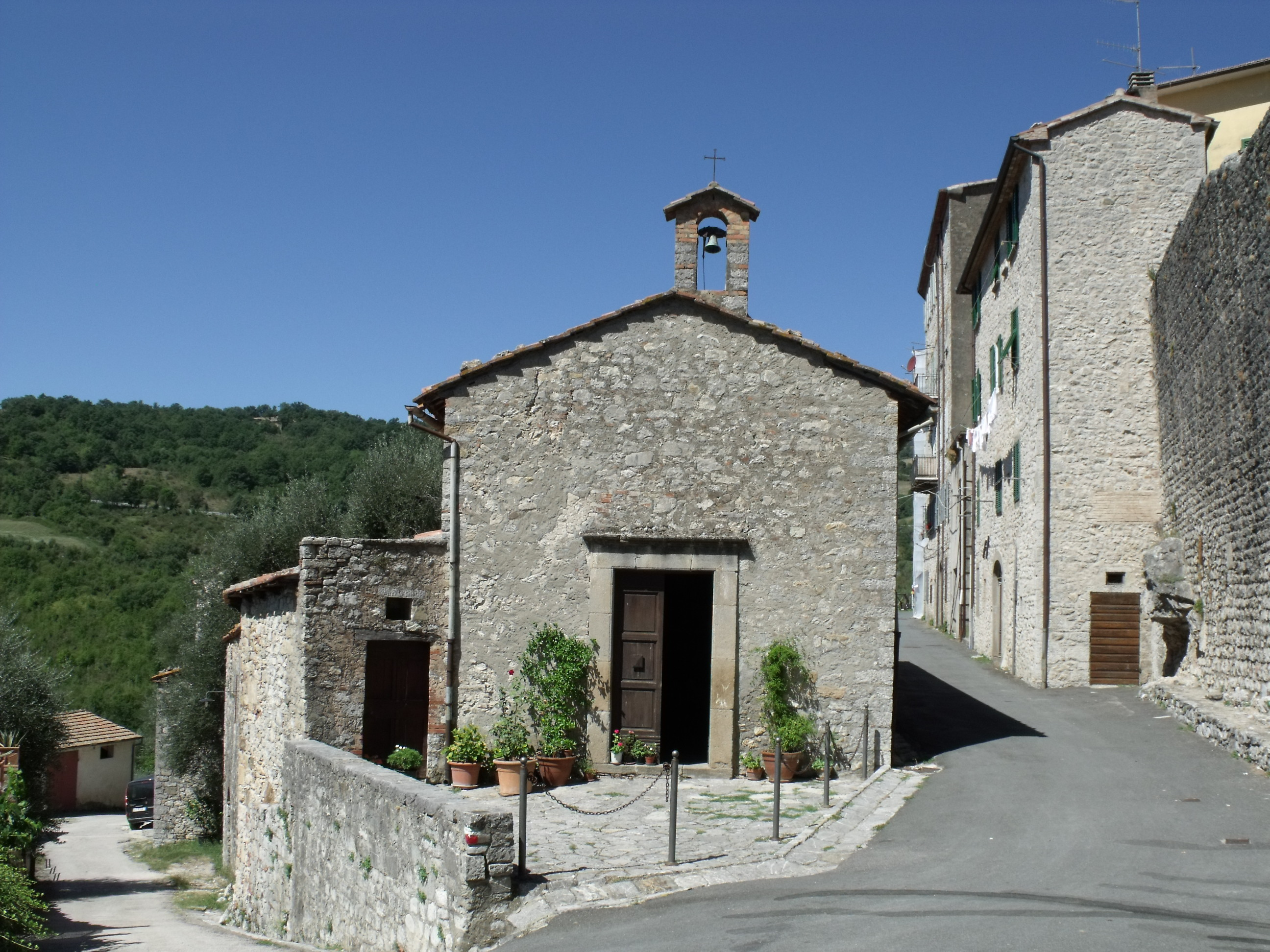
Kirche Madonna del Soccorso

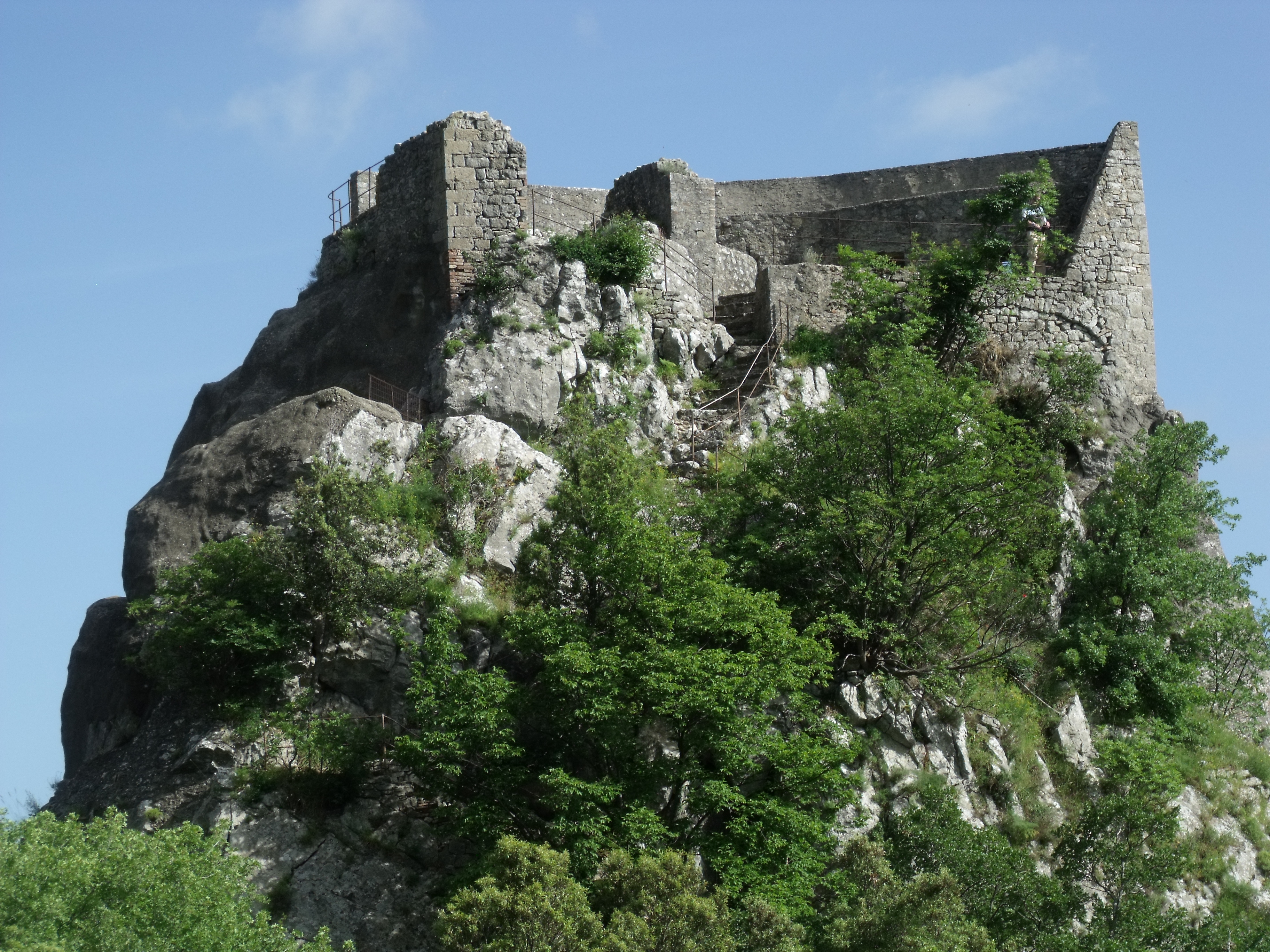
Rocca Aldobrandesca (auch Sasso oder Pietra genannt)

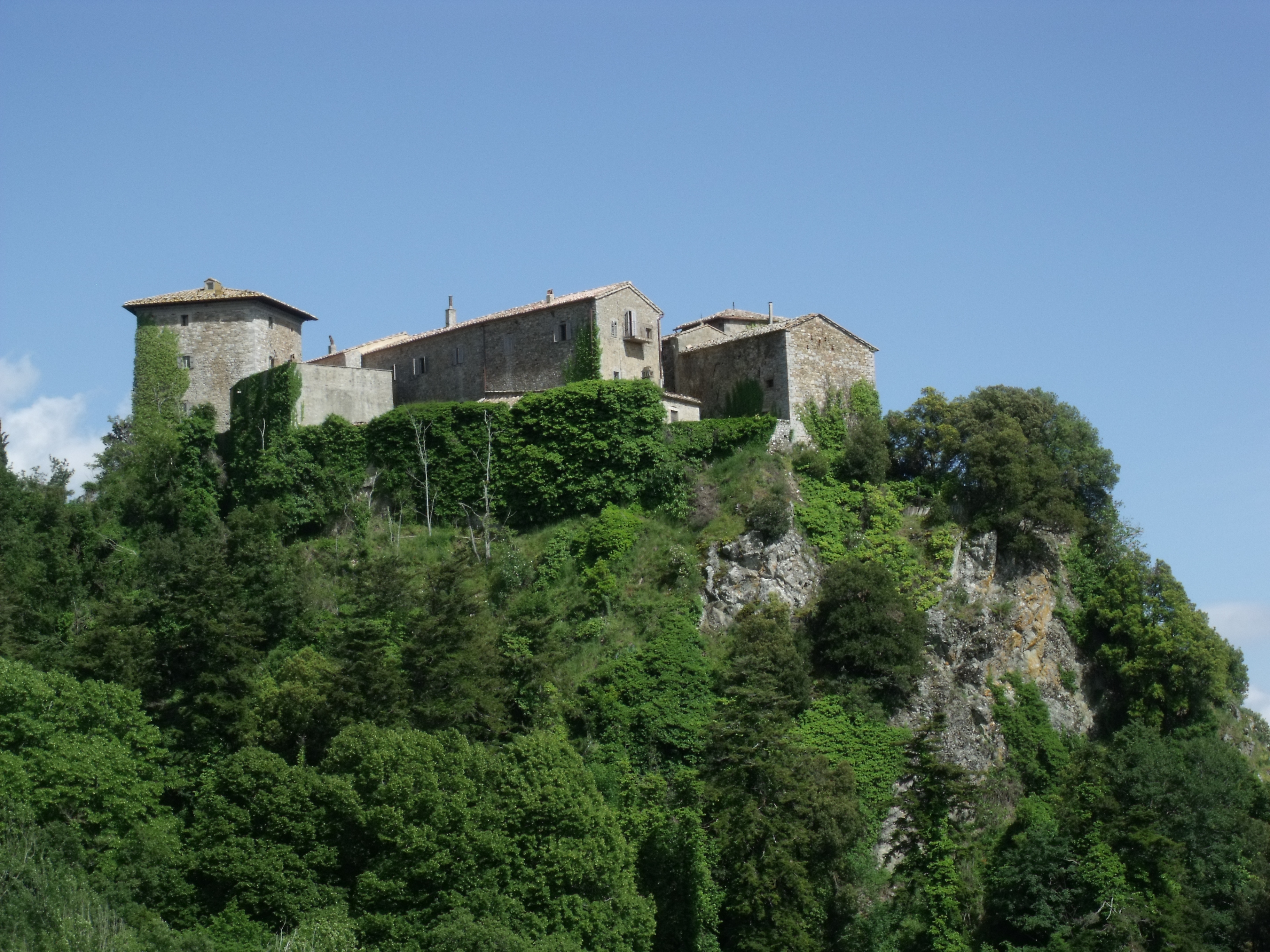
Castello Triana

- Cassero Senese, kleinere Festungs- und Beobachtungsanlage aus dem 13. Jahrhundert, wahrscheinlich von den Aldobrandeschi angelegt und den senesischen Truppen erweitert. Wurde 1446 von den Castellani Domenico d’Andrea und Gherardo di Mariano in ein Wohnhaus umgewandelt.[11]
- Chiesa dei Santi Pietro e Paolo, Kirche aus dem Jahr 1296. Wurde um 1380 von Andrea Vanni restauriert. Enthält Werke von Alessandro Casolani (Pietà), Ambrogio Lorenzetti (Madonna col Bambino, San Pietro e San Paolo, ca. 1340 entstanden[5]) und Francesco Nasini (Madonna con i Santi Cristoforo e Giacomo).[12]
- Chiesa della Madonna del Soccorso, Kirche aus dem 15. Jahrhundert an der Porta di Maremma, kurz vor den senesischen Stadtmauern.
- Oratorio del Santissimo Crocifisso, heute Museum von Roccalbegna. Ältestes Werk ist das Croce von Luca di Tommè, welches um 1360 entstand. Weitere Werke dort sind drei Gemälde von Francesco Nasini (Sant’Antonio da Padova col Bambin Gesù, San Nicola di Bari con l'Angelo und Madonna col Bambino) und Madonna della Misericordia, Cristo in Pietà, Due confratelli in adorazione della Croce von Sebastiano Folli.[12]
- Palazzo Bichi-Ruspoli, Gebäude der Grafen Bichi-Ruspoli aus dem 16. Jahrhundert.[10]
- Palazzo Comunale, Rathaus, wurde 1920 restauriert.[10]
- Palazzo della Lana (Palazzo der Wolle), Gebäude aus dem 13. Jahrhundert[6] in der Via del Poggiolo.[10]
- Porta di Maremma, auch Porta di Sotto genannt, Stadttor der senesischen Ringbefestigung (13. Jahrhundert).
- Porta dell’Orologio (Uhrtor), stammt aus dem 13. Jahrhundert.
- Türme der Stadtmauern, von denen die Türme Colombaiolo und Torrione noch erhalten sind.[2]
- Rocca aldobrandesca, auch Castello La Pietra, Sasso oder La Rocca genannt, Festungsruine auf dem höchsten Felsen über dem Ort. Wurde 1296 von Siena wiedererrichtet.
- Castello di Triana, fünf Kilometer östlich von Roccalbegna gelegenes Kastell aus dem 8. Jahrhundert[12], erstmals 1216 in Dokumenten der Aldobrandeschi erwähnt. Gelang 1388 in den Besitz der Piccolomini, in deren Besitz es bis 1962 blieb.[13] Die anliegende Kapelle Cappella della Madonna di Loreto entstand am Anfang des 17. Jahrhunderts und wurde 1744 erweitert und umgebaut.[12]
- Chiesa di San Bernardino di Siena, Kirche im Ortsteil Triana, Kirche aus dem 18. Jahrhundert.[12]
- Rocca al Cane, Burg und Kastell im Ortsteil Cana, wurde 1216 erstmals in Dokumenten der Aldobrandeschi erwähnt. Ging 1274 an die Seneser Familie der Tolomei über, danach an die Grafen von Battifolle. Wurde 1381 Teil der Republik Siena.[13]
- Chiesa di San Martino, Kirche im Ortsteil Cana, die um 1277 entstand. Wurde 1970 restauriert und erheblich verändert.[12]
- Chiesa della Madonna del Conforto, Kirche kurz außerhalb von Cana. Wurde 1496 dokumentiert und enthält Altar aus dem Jahr 1635.[10]
- Chiesa di San Pio im Ortsteil Vallerona, 1641 als Chiesa della Visitazione und Madonna del Carmine entstandene Kirche, die 1789 durch Bischof Pio Santi erweitert wurde.[12]